# Raymond F. Jones
Pour les articles homonymes, voir Jones.
Œuvres principales
- This Island Earth
- Renaissance

Raymond F. Jones, né le 15 novembre 1915 à Salt Lake City et mort le 24 janvier 1994  à Sandy dans l'Utah, est un auteur américain de science-fiction.

## Biographie
Il est connu pour avoir écrit This Island Earth adapté en film ; en français connu sous le nom Les Survivants de l'infini. Il fut inspiré par H. Beam Piper (1904-1964).

## Œuvre

### Œuvres traduites en français
- Romans traduits
  - Les Survivants de l'infini, (Le Rayon fantastique, Gallimard)
  - Les Imaginox, (Nouvelles Éditions Oswald) (NEO)
  - Risques calculés, (Le Masque Science-fiction)
  - J'ai d'autres brebis…, (Weeping may tarry) avec Lester del Rey (Le Masque Science-fiction)
  - Renaissance, no 957 (J'ai lu) (couverture Boris Vallejo)
  - Voyageurs de l'éternité et couloirs du temps
  - Des pierres et des lances (Marginal Éditions OPTA)

- Nouvelles traduites
  - …Comme les autres nous voient (« …As Others See Us »), 1951, paution dans Les Meilleurs Récits de Fantastic Adventures.

### Œuvres non traduites en français

#### Romans et recueils de nouvelles
- The Alien (1951)
- Renaissance (1951)
- The Toymaker (1951)
- Son of the Stars (1952)
- This Island Earth (1952)
- Planet of Light (1953)
- Cubs of the Wolf (1955)
- The Secret People (1956)
- The Year When Stardust Fell (1958)
- The Cybernetic Brain (1962)
- The Non-Statistical Man (1964)
- Syn (1969)

#### Nouvelles
- Correspondence Course (1945)
- Black Market (1946)
- Noise Level, (1952)
- The Memory of Mars (1961)
- Death Eternal (1978) (Fantastic Stories)
- Cubs of the Wolf
- The Great Gray Plague (1962)
- Fantastic Adventures

## Filmographie
- 1952 : Tales of Tomorrow (série télévisée) (saison 1 épisode 22) The Children's Room (1952)
- 1955 : This Island Earth, film de Joseph M. Newman & Jack Arnold
- 1962 : Out of This World (en) (série télévisée britannique) (saison 1 épisode 22) d'Irene Shubik (en) Divided We Fall